# ویکتور فونتان
ویکتور فونتان (فرانسوی: Victor Fontan‎; ۱۸ ژوئن ۱۸۹۲ – ۲ ژانویهٔ ۱۹۸۲) دوچرخه‌سوار اهل فرانسه بود.